# Псалтырь Мелисенды

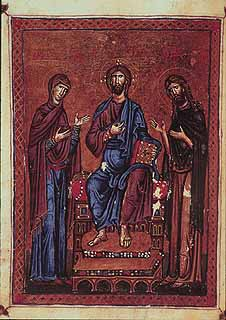
Деисус, folio 12 verso, Псалтырь Мелисенды

Псалты́рь Мелисе́нды (Лондон, Британская библиотека, Коллекция Эгертона 1139) — иллюминированная рукопись созданная около 1135 г. в Иерусалимском королевстве, во время правления королевы Мелисенды. Псалтырь является блестящим образцом искусства эпохи крестоносцев, представляющего собой синтез романо-католического и восточно-православного искусства.
В создании Псалтыря участвовало семь художников, которые работали в помещении для переписывания рукописей при Храме Гроба Господня в Иерусалиме. Размеры Псалтыря составляют 21,6 см на 14 см. Псалтырь предназначался для личного пользования. Манускрипт включает в себя 211 пергаментных листов.

## Новозаветный цикл

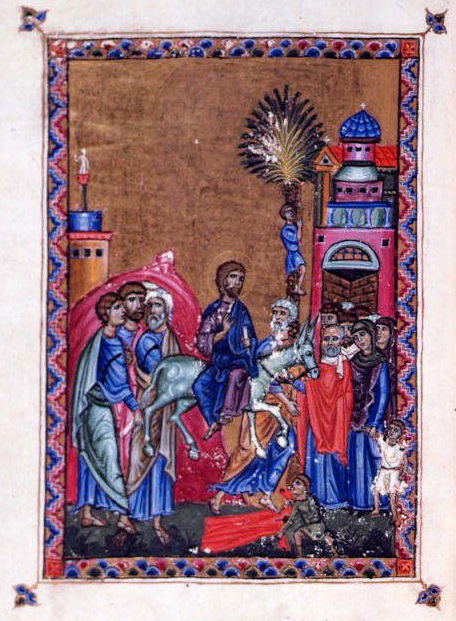
Вход Господень в Иерусалим

Первые двадцать четыре иллюстрации, занимающие двенадцать листов, представляют сюжеты из Нового Завета. Сцены из Нового Завета, в отличие от восточной христианской традиции, обычно открывали западные псалтыри, однако в данном случае для иллюстраций избраны сюжеты, более распространенные в восточной литургии. Изображены: Благовещение, Богоявление, Рождество, Поклонение волхвов, Сретенье, Крещение Господне, Искушение Христа, Преображение Господне, Воскрешение Лазаря, Вход Господень в Иерусалим, Тайная вечеря, Омовение ног, Моление о чаше, предательство Иуды, Распятие Христово, Снятие с креста, Оплакивание Христа, Сошествие во ад, Жены-мироносицы, Деисус.
Эти иллюстрации были сделаны миниатюристом по имени Василиус, который подписал последнее из изображений Basilius me fecit, и является единственным из создателей этой рукописи, известным по имени. О Василиусе нет никаких сведений, но, судя по его греческому имени, вероятно, он византиец. В равной степени можно предположить, что он был европейским художником, прошедшим обучение, возможно, в Константинополе или армянином, знакомым как с католическими, так и с православными традициями.

## Календарь

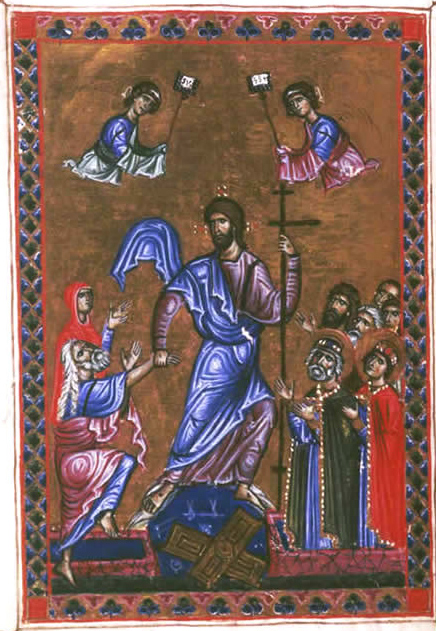
Folio 9v - Сошествие во ад

Фолио 13-21 занимает календарь, подобный календарям псалтырей, созданным в этот же период в Англии. Образцом, вероятно, послужил календарь кафедрального собора в Винчестере. Имя святого Мартина Турского, почитаемого всюду в Европе, выделено золотом, в отличие от имён других святых. В календаре отмечены даты взятия Иерусалима (15 июля), смерти Балдуина II (21 августа) и смерти его жены Морфии (1 октября). Каждому месяцу соответствует медальон со знаком Зодиака, выполненный в романском стиле с сильным исламским влиянием.

## Псалтырь
Фолио от 22 до 196 отведены основному содержанию псалтыря — псалмам из Вульгаты. Текст выполнен северофранцузским письмом. Инициалы каждого псалма выполнены золотом на пурпурном фоне. Стилистически они связаны с итальянской и исламской книжной миниатюрой и приписываются третьему художнику из оформлявших псалтырь.

## Молитвенник
Писец, написавший текст псалмов, выполнил также цикл молитв на фолио 197—211, посвящённых девяти святым — Деве Марии, св. Михаилу, Иоанну Крестителю, св. Петру, Иоанну Евангелисту, св. Стефану, св. Николаю, Марии Магдалине, и св. Агнессе. Молитвы сопровождаются изображениями святых, выполненными четвёртым художником в романском стиле, но его техника также показывает попытку включения элементов стиля византийского. Этот раздел псалтыря имеет несколько пропусков и его оформление неполно.

## Обложка
Обложка (футляр) из панелей слоновой кости в настоящее время отделена от манускрипта. Она украшена небольшими бирюзовыми бусинами, на её передней стороне изображены сцены из жизни царя Давида и из «Психомахии» Пруденция, на задней — царя из Евангелия от Матфея, выполняющего шесть дел милосердия. В миниатюрах соединились черты византийского, исламского, и западноевропейского искусства. Геометрические орнаменты на обложках выполнены под явным влиянием Востока. Царь в эпизодах шести дел милосердия облачён в традиционную одежду византийских императоров, но наиболее вероятно, что это изображение короля, одного из участников крестового похода, возможно Фулька Анжуйского. Выше вырезан сокол, который возможно указывает на имя короля, так как «сокол» и «Фульк» на старофранцузском языке писались одинаково — Fouque. 
Плетёный корешок псалтыря выполнен вышивкой в византийском стиле шелковыми и серебряными нитями, украшен красными, синими и зелёными греческими крестами, которые присутствуют и в гербе Иерусалимского королевства. Корешок выполнен мастером, вероятно обучавшимся в Западной Европе, так как его работа не отличается тонкостью, свойственной византийским вышивальщикам.

## Датировка и заказчик
Точная дата создания псалтыря и личность заказчика неизвестны. Однако очевидно, что псалтырь был выполнен для женщины (так, в латинских молитвах использованы женские окончания) высокого ранга. Наиболее вероятно, что владельцем манускрипта была Мелисенда Иерусалимская. Обращает на себя внимание то обстоятельство, что кроме взятия Иерусалима, единственные даты в календаре, касающиеся участников крестовых походов — даты смерти родителей Мелисенды. Вполне возможно, что смесь католических и восточных тенденций в псалтыре отражает особенности воспитания Мелисенды, выросшей в семье, где отец был католиком, а мать — дочерью армянского князя, правителя Мелитены.
Если псалтырь был действительно сделан для Мелисенды, то наиболее вероятно, что заказан он был её мужем Фульком приблизительно в 1135 году. До этого Фульк и Мелисенда вели борьбу за власть в королевстве, и Мелисенда вступила в союз с противниками своего мужа. К 1134 году они урегулировали свои отношения. Палеографические сравнения с другими текстами, из Иерусалима, приводят к предположению, что время создания псалтыря — 1140-х (или даже 1150-е) годы, более поздние тексты, возможно, использовали Псалтырь Мелисенды в качестве источника.
Манускрипт, возможно, хранился до начала XIX века в монастыре Гранд-Шартрёз в Гренобле. Около 1840 года им владел А. Комармонд, директор лионского Дворца искусств. Его следующим хозяином был 
Гильельмо Либри (1802—1869), известный своими кражами редких книг из французских публичных библиотек, продавший псалтырь лондонским букинистам Пейну и Фоссу, у них рукопись была приобретена Британским музеем в ноябре 1845 года.

## Внешние ссылки
- Псалтырь Мелисенды: информация, просмотр Сайт Британской библиотеки
- British Library Digital Catalogue of Illuminated Manuscripts entry